# 林鼓子
林 鼓子（はやし ここ、2002年5月15日 - ）は、日本の女性声優、元子役。静岡県浜松市出身。LIBERTE所属。

## 略歴
ディズニー映画好きの母親の影響でミュージカル好きとなる。2009年に上演されたミュージカル『アニー』を見に行ったことをきっかけにミュージカルに憧れ、自身もミュージカルや歌を習うようになった。このミュージカル『アニー』にアニー役として出演していた佐々木李子とは2018年にANIMAX MUSIX NEXTAGEで、2019年には『キラッとプリ☆チャン』の第2シーズンで共演している。また、父親の影響でアニメ好きとなったが、一緒に水樹奈々や南條愛乃のライブを見に行くこともあった。これらの影響でアニソン歌手、ひいては声優アーティストに興味を持つ。
2012年4月から2014年にかけての2年間、『おはスタ645』などのテレビ番組に出演していたが、この時期はスペースクラフトジュニアに所属していた。
あるオーディションでは、声優と歌唱の両立は難しいと感じ、アニソン歌手を目標に応募した。最終審査に残りつつも結果的に不合格となったが、演技の審査があったことで改めて声優を強く意識する。そして、父から勧めで2016年12月に開催が告知されたアニメ『Wake Up, Girls!』の新作に登場する新キャラクターの声優を公募するオーディション、「avex×81produce Wake Up, Girls! AUDITION 第3回アニソン・ヴォーカルオーディション」を受け、2,000名の中から合格する。同じく合格した森嶋優花、厚木那奈美と共に3人組のユニット『Run Girls, Run!』を結成しアーティスト活動をスタート、『Wake Up, Girls! 新章』ではアニメ作品に声優として初出演を果たした。その後2018年には『キラッとプリ☆チャン』の桃山みらい役で初めて主役キャラクターを演じた。2019年3月9日、第13回声優アワードにて新人女優賞を受賞した。
2021年3月に高校を卒業した。
2021年5月19日にはTwitter（現：X、以下Twitter）の個人アカウントが開設された。それまではSNSは週に1度のRun Girls, Run!のブログと、スタッフや他メンバーとの共用アカウントであったRun Girls, Run!の公式Twitterアカウント等を使用して発信を行っていた。
2023年3月31日をもってRun Girls, Run！を解散。これに伴い、TwitterアカウントのIDを「rgr_coco」から「cocohayashi515」に変更した。翌4月1日には81プロデュースとエイベックス・ピクチャーズを離れ、フリー期間を経て、6月2日にmitt managementに所属することが発表された。
2025年3月31日、契約満了によりmitt managementを退所、フリーの期間を経て、2025年6月1日にLIBERTEへ所属することが発表された。同年7月1日には新しい公式サイト、およびファンクラブが改めて開設された。

## 人物
趣味・特技はミュージカルの鑑賞、歌うこと、イラストを描くこと、ドラムを挙げている。ドラムは中学校の時に所属していた吹奏楽部で打楽器を担当していた経験によるが。テレビのバラエティ番組『Run Girls, Run!のらんがばん!』では、MONACAの田中秀和と広川恵一を前にしてドラムの腕前を披露している。方言は遠州弁。愛称は「はやまる」としている。「はやまる」の由来は声優の徳井青空の愛称「そらまる」であり、徳井青空のファンである父親の影響でデビュー時に命名された。徳井青空とはキラッとプリ☆チャンの第2シーズンから共演している。
音楽の好みとしては、家族の影響でミュージカルやアニソン、日本のロックといったジャンルが中心であった。それらに加えて『キラッとプリ☆チャン』の音響監督に勧められて見た映画『ボヘミアン・ラプソディ』を見たことがきっかけでQueenなどの海外のロックにも興味を拡げており、2024年のQueenの来日公演を実際観に行った。また、BanG Dream!のリアルバンドでも活動しているMorfonicaのボーカルである進藤あまねとは共に中学生の時に受けていたオーディションの時からの友人で、通っていた高校も同じだっため学校の身体測定の時間に再会を果たした。
プリティーシリーズ
2010年7月から稼働を始めたプリティーシリーズの最初のゲーム『プリティーリズム・ミニスカート』を小学生の頃遊んでいたと語っている。
2018年4月に始まった『キラッとプリ☆チャン』では主人公の桃山みらいの声を担当し、15歳にしてアニメやゲームだけでなく、各種イベントにおいて多くのキャスト陣の先頭に立つ座長としての役割を担った。同作品は2021年まで153話放送され、プリティーシリーズの作品としては最長の放映話数となった。ゲームは2022年2月まで稼働した。
2020年からの『プリティーシリーズ 10th Anniversary プロジェクト』の一環として作成され、放送・公開された歴代の主人公が共演するスペシャルCGライブでは、自身が所属している声優ユニットRun Girls, Run!の持ち歌である『プリマ☆ドンナ？メモリアル！』を桃山みらいとしてカバーし、センターポジションで歌っている。
『キラッと☆プリチャン』の前作である『プリパラ』『アイドルタイムプリパラ』の続編、『アイドルランドプリパラ』では「ポォロロ」の声を担当することも発表され、ビジュアルや、アニメの予告編で動く姿が公開されている。

ラブライブ!シリーズ
2013年に始まったテレビアニメ『ラブライブ！』を父親と一緒に見ており、作品のファンとなる。この『ラブライブ！』の影響で声優になることを強く意識する。『ラブライブ!』の楽曲である『Snow halation』は声優としてデビューする前にもオーディションやライブ等で歌っていたが、Run Girls, Run!としてデビュー後にはファーストツアーの東京公演や生放送の動画番組『ライブダムカンパニー』でカバーし、カラオケの『LIVE DAM STADIUM』や『LIVE DAM Ai』のコンテンツ「あにそんボーカル」では林鼓子が歌っているものが配信されている。
2019年に公開された劇場用アニメ『ラブライブ！サンシャイン!! The School Idol Movie Over the Rainbow』には女子生徒A役として、2021年放送開始のテレビアニメ『ラブライブ!スーパースター!!』には番組レギュラーとして出演している。
2023年3月25日、同年4月より『ラブライブ！虹ヶ咲学園スクールアイドル同好会』の優木せつ菜（中川菜々）役を難病で降板した楠木ともりの後任として役を引き継ぐことが発表された。

BanG Dream!
メディアミックスプロジェクト『BanG Dream!』にて、作中に登場するガールズバンド「MyGO!!!!!」のドラムス・椎名立希役を担当している。MyGO!!!!!はリアルバンドとして現実にもバンド活動を行い、林もドラムを担当してる。
なお、MyGO!!!!!はデビュー当初はキャスト非公開で活動しており、2022年7月開催の1stライブから2023年4月開催の4thライブまでの間は匿名で活動していた。

## 出演
太字はメインキャラクター。

### テレビアニメ
2017年
- Wake Up, Girls! 新章（速志歩）

2018年
- キラッとプリ☆チャン（2018年 - 2021年、桃山みらい、キラッCHU〈第2期まで〉）
- 百錬の覇王と聖約の戦乙女（女性、女子）
- 青春ブタ野郎はバニーガール先輩の夢を見ない（生徒）

2019年
- 約束のネバーランド（2019年 - 2021年、エウゲン、ダムディン、ロッシー） - 2シリーズ
- KING OF PRISM -Shiny Seven Stars-（鷹梁渚、鷹梁航、女子）
- アサシンズプライド（グレイス、女生徒、下級生）

2020年
- ネコぱら（子供）

2021年
- IDOLY PRIDE（女子学生B）
- プリティーオールフレンズセレクション（桃山みらい）
- ラブライブ!スーパースター!!（2021年 - 2024年） - 2シリーズ
- マブラヴ オルタネイティヴ（早乙女まどか）
- プラオレ!〜PRIDE OF ORANGE〜（酒井瑠璃）

2022年
- 連盟空軍航空魔法音楽隊ルミナスウィッチーズ（ジョーの同僚、客車の姉）
- 黒の召喚士（ムンちゃん）
- ぼっち・ざ・ろっく!（リョウのクラスメイト）

2023年
- ワールドダイスター（紙屋敷育子）
- BanG Dream! シリーズ（2023年 - 2025年、椎名立希） - 2シリーズ
- MFゴースト（2023年 - 2024年、佐藤真美） - 2シリーズ

2024年
- 悪役令嬢レベル99 〜私は裏ボスですが魔王ではありません〜（サラ）
- にじよん あにめーしょん2（優木せつ菜）

2025年
- ぷにるんず ぷに2（うたるん）
- CITY THE ANIMATION（あらま、安達太良かもめ、三つ編み）

### 劇場アニメ
- 劇場版 プリパラ&キラッとプリ☆チャン 〜きらきらメモリアルライブ〜（2018年、桃山みらい[70]）
- ラブライブ！サンシャイン!! The School Idol Movie Over the Rainbow（2019年、女子生徒A[22][71]）
- KING OF PRISM ALL STARS -プリズムショー☆ベストテン-（2020年、観客）
- 映画 ラブライブ!虹ヶ咲学園スクールアイドル同好会 完結編（2024年 - 2025年、優木せつ菜[72][73]） - 全3章[一覧 5]
- 劇場版 BanG Dream! It's MyGO!!!!!（2024年、椎名立希） - 2部作[一覧 6]

### OVA
- ラブライブ！虹ヶ咲学園スクールアイドル同好会 NEXT SKY（2023年、優木せつ菜[74]）

### Webアニメ
- 天空侵犯（2021年、サイ仮面[75]）
- 爆丸エボリューションズ（2022年、ジーン）
- アイドルランドプリパラ（2022年、ポォロロ[42]）
- トニカクカワイイ 女子高編（2023年、都春[76]）

### ゲーム
2018年
- プリパラ オールアイドルパーフェクトステージ!（桃山みらい）
- キラッとプリ☆チャン（みらい）
- Wake Up, Girls! 新星の天使（速志歩）
- 月煌－Luster－（明月）

2019年
- 魔法使いと黒猫のウィズ（神崎川ののか / エニグマチューリップ、塚口優斗）
- 社長、バトルの時間です!（シュティル・ティル）

2020年
- ブリガンダイン ルーナジア戦記（シュガー）
- Root Film ルートフィルム
- ディズニー ツイステッドワンダーランド（2020年 - 2021年、女性、子ども）

2021年
- ブルーアーカイブ -Blue Archive-（ソラ）
- パズルガールズ（ヴェネト、阿賀野）

2022年
- ヴェルヴェット・コード（日向、ブレイン）
- アクション対魔忍（ステラ）
- モンスターストライク（2022年 - 2023年、アゾット、松平容保）

2023年
- ラブライブ! スクールアイドルフェスティバル2 MIRACLE LIVE!（2023年 - 2024年、優木せつ菜）
- ブラウンダスト（アーカーシャ）
- バンドリ！ガールズバンドパーティ！（2023年 - 2024年、椎名立希）
- セガNET麻雀 MJ（リャンペーコー）

2024年
- アサルトリリィ Last Bullet（多田紫恵楽）
- クッキーラン：キングダム（星サンゴ味クッキー）

2025年
- 城とドラゴン（パンダガール）
- 東方幻想エクリプス（四季映姫・ヤマザナドゥ）
- PROGRESS ORDERS（ソフィーネ）
- 新月同行（ヨルキ）
- アズールレーン（マッセナ）
- ラブライブ!虹ヶ咲学園スクールアイドル同好会 トキメキの未来地図（優木せつ菜）

時期未定
- 虚無と物質の彼女（月崎咲楓）

### オーディオブック
- とある飛空士への誓約（2019年、ミオ・セイラ[99][100][101]）
- 女子モテな妹と受難な俺（2020年、日向今日子[102]）
- ふあゆ（2022年、寿ユラ、寿ユキ ほか[103]）
- 天網炎上カグツチ（2023年、戌井京子[104]）
- ホラー女優が天才子役に転生しました 〜今度こそハリウッドを目指します!〜（2023年、朝代珠里阿[105]）

### テレビ
- おはスタ 第1部「おはスタ645」（2012年4月2日 - 2014年4月4日、テレビ東京） - ムシキッズ→キッズ従業員
- ピラメキーノ（2013年2月15日、テレビ東京）
- みんなで語る番組 かたりぽTV まっち×ボイス♪（2019年2月9日・3月9日、TOKYO MX）[106][107][108][109]
- キラッとプリ☆チャン えもい新シーズン徹底紹介SP（2019年3月24日、テレビ東京）
- Run Girls, Run!のらんがばん!（2019年7月4日 - 9月20日、TOKYO MX）
- ひみつ×戦士 ファントミラージュ! 第17話（2019年7月28日、テレビ東京） - 桃山みらいの声

### ラジオ
※はインターネット配信。
- Wake Up, Girls!とRun Girls, Run!のオールナイトニッポンi（2017年 - 2018年、オールナイトニッポンi※） - 不定期パーソナリティ[110]
- Run Girls, Radio!（2017年 - 2018年、HiBiKi Radio Station※）[111]
- Run Girls, Radio!!（2018年 - 2020年6月23日、HiBiKi Radio Station※）[112]
- Run Girls, Run!のオールナイトニッポンi（2019年1月22日 - 8月27日、オールナイトニッポンi※） - 不定期パーソナリティ[113]
- 林鼓子のココだけのハナシ（2019年4月3日 - 6月26日、i-dio TS ONE チャンネル）[114][115][116]
- プリ☆チャンラジオ（2019年8月20日 - 11月12日、HiBiKi Radio Station※） - MC[117]
  - キラッとプリ☆チャンラジオ〜ゴーゴー！マスコッツとやってみた！ッチュ！パン！ラビ！〜（2020年12月1日、HiBiKi Radio Station※）[117]
- Share the Night（2020年1月2日 - 10月1日、FMヨコハマ）[118][119]
- らんが放送部 林鼓子のちょっとココきて!（2020年8月18日 - 12月2日、ニコニコチャンネル※）[120]
- Run Girls, Run!の2人3脚自由形（2020年8月18日 - 12月2日、ニコニコチャンネル※）[120]
- Run Girls, Run！のらんがちゃんねる出張版（2021年3月20日 - 2023年3月1日、YouTube※）
- MyGO!!!!!の「迷子集会（）」（2022年12月21日 -、YouTube※）
- 林鼓子 COCOROCK RADIO（2023年9月5日 - 9月26日、超!A&G+、YouTube※）[121][122][123]
- 私立リサココ超！学園（2023年9月21日 - 、ニコニコチャンネル※）[124]
- 礒部花凜・土屋李央・林鼓子 トリコロールカラー（2024年9月7日-、音泉※）[125][126]

### インターネット放送
- ライブダムカンパニー（2018年7月14日 - 2019年9月28日、FRESH LIVE[127][128][129]）
- 久保田未夢と林鼓子のクリスマスケーキ作ってみた！（2018年、あにてれ[130][131]）
- プリパラ・キラッとプリ☆チャン特別番組（2019年1月7日、TSUTAYA TV[132]）
- 音泉女子高生（2019年6月12日 - 2022年6月28日、YouTube）
- Run Girls, Run!の3人4脚自由形（2019年12月10日 - 2020年12月1日、ニコニコチャンネル・YouTube）[133]
- Run Girls, Run!のらんがちゃんねる（2021年1月19日 - 2023年3月20日、ニコニコチャンネル・YouTube）[134][135]
- ココ・シャベル（2021年7月1日 - 2023年3月27日、SHOWROOM）[136]
- ワッチャプリマジ！NEXT声優アーティストオーディション（2021年6月27日 - 9月26日、テレビ東京） - ナレーション
- 林鼓子のココいちばん！（2023年5月15日 - 、ニコニコ生放送）[137]

### 朗読劇
2021年
- SynapstoRy ～完璧になりたかったピノキオ～（8月29日、神田明神ホール）
- SynapstoRy ～魔女と呼ばれたジャンヌダルク～（10月3日、品川 ザ・グランドホール）

2022年
- SynapstoRy 〜荊姫〜（2月20日、神田明神ホール / 10月1日、CBGKシブゲキ!!〈再演〉）
- Girls Reading Aloud in Yokohama -童話シリーズ vol.5-（3月20日、横浜ランドマークホール）
- Girls Reading Theater -童話シリーズ- GW Special（5月5日、浅草花劇場）
- ハニーレモンソーダ（9月9日、ヒューリックホール東京） - 遠藤あゆみ 役
- ヤドリギの妖精たち（12月17日・18日、新宿シアター・ミラクル）

2023年
- Classic Movie Reading Vol.1「ローマの休日 / 自転車泥棒」（11月5日、新宿村LIVE） - アン王女 役

2024年
- Otona Project 第五十二弾 演劇ユニット爆走おとな小学生 朗読劇『マグロ釣ってきます。たくあん買っておいてください』（1月24日・26日・28日、参宮橋トランスミッション）- 三好瀬凪人 役（鷹村彩花、古仲可奈とのトリプルキャスト）
- ボイスト6 〜Peek a Boo first voice「声と拳で頂点へ」〜（2月18日、恵比寿・エコー劇場） - 蜂堅耀子 役
- イロアワセ vol.4 〜project Aile〜（5月31日 - 6月2日、CBGKシブゲキ!!） - 283役
- ボイスト10 〜Voice & Stories 予選Bブロック『Peek a Boo! vs.UNDERCΦDE』〜 （6月9日、恵比寿・エコー劇場） - 蜂堅耀子 役
- キミに贈る朗読会『いつか、眠りにつく日』（8月17日、TOKYO FM HALL）
- ボイスト1周年記念 ダンデライオンV.S. Peek a Boo!「9回裏ツーアウト満塁、バッターはShow hey!」（9月15日、ESPエンタテインメント東京） - 蜂堅燿子 役
- DisGOONie Presents Vol.14 reading mindfulness『chill moratorium』チルモラトリアム（9月16日・18日、シアターH 他）

### 舞台
2020年
- ナナステ☆スイーティブストーリーズ～起源・永遠の願い～（4月1日 - 5日、新宿村LIVE） - 周 役 ※上演中止・映像のみ発売

2021年
- プロジェクト東京ドールズ　THE GARDEN ／ SKY TOWER 同時公演（2月20日 - 28日、シアター1010） - アヤ 役
- Uzume第7回公演『誰かも知らない。』（4月13日 - 17日、シアター・アルファ東京） - 五十嵐ゆい 役
- 舞台『メイドランカー！詰り蹴落とし跪け乙女』（11月27日、CBGKシブゲキ!!） - ゲスト出演

2023年
- ミュージカル「Neo Doll」（8月18日 - 27日、シアターサンモール） - スズラン 役（矢島美音とのWキャスト）
- 舞台『星よ女王に堕つ』（10月2日 - 8日、六行会ホール） - ギブール 役

2024年
- 麗和落語〜二〇二四 春の陣〜 第一陣（2月17日、武蔵野芸能劇場 小劇場）
-  舞台「アサルトリリィ・新章」 サングリーズル編『花々の黄昏』/大島近海ネスト調査隊編『玲瓏たる深潭』（5月17日 - 22日、かめありリリオホール） - 長坂稀星 役
- 舞台「月よ女王に嗤え」（11月28日 - 12月1日、六行会ホール） - ヘカテー 役

2025年
- 舞台『夢のかけらを歌に乗せたら』（1月8日 - 11日、新宿村LIVE） - 館山こずえ 役
- 舞台「アサルトリリィ・シュツルム」〜サングリーズル編〜（4月29日 - 30日、かめありリリオホール） - 長坂稀星 役（松村芽久未とのWキャスト）
- オムニバスコント「TOKYO NIGHT CRAB」（7月17日 - 21日、博品館劇場）
- 舞台「アサルトリリィ」-眞說・御台場迎撃戦-（9月20日 - 25日、シアター1010） - 多田紫恵楽 役
- 舞台「ヘブンバーンズレッド」（11月1日 - 9日、シアターGロッソ） - 樋口聖華 役

### その他コンテンツ
- 温泉むすめ（2025年 - 、蒲郡海詩[172]）

## ディスコグラフィ

### キャラクターソング
| 発売日   | 商品名                                                                 | 歌                                               | 楽曲                                     | 備考                                                          |
| 2018年   | 2018年                                                                 | 2018年                                           | 2018年                                   | 2018年                                                        |
| -------- | ---------------------------------------------------------------------- | ------------------------------------------------ | ---------------------------------------- | ------------------------------------------------------------- |
| 8月29日  | キラッとプリ☆チャン♪ソングコレクション〜1stチャンネル〜                | 桃山みらい（林鼓子）、萌黄えも（久保田未夢）     | 「レディー・アクション！」               | テレビアニメ『キラッとプリ☆チャン』挿入歌                     |
| 8月29日  | キラッとプリ☆チャン♪ソングコレクション〜1stチャンネル〜                | 桃山みらい（林鼓子）                             | 「ワン・ツー・スウィーツ」               | テレビアニメ『キラッとプリ☆チャン』挿入歌                     |
| 12月5日  | キラッとプリ☆チャン♪ソングコレクション〜2ndチャンネル〜                | ミラクル☆キラッツ                                | 「SUPER CUTIE SUPER GIRL」               | テレビアニメ『キラッとプリ☆チャン』挿入歌                     |
| 2019年   |                                                                        |                                                  |                                          |                                                               |
| 5月25日  | GAME Pri☆chan Music Collection vol.1                                   | 桃山みらい（林鼓子）、萌黄えも（久保田未夢）     | 「キラキラプリ☆チャンワールド」          | ゲーム『キラッとプリ☆チャン』関連曲                           |
| 5月25日  | GAME Pri☆chan Music Collection vol.1                                   | 桃山みらい（林鼓子）、萌黄えも（久保田未夢）     | 「Let'sプリ☆チャン」                     | ゲーム『キラッとプリ☆チャン』関連曲                           |
| 5月25日  | GAME Pri☆chan Music Collection vol.1                                   | 桃山みらい（林鼓子）                             | 「Let'sプリ☆チャン」                     | ゲーム『キラッとプリ☆チャン』関連曲                           |
| 5月25日  | GAME Pri☆chan Music Collection vol.1                                   | ミラクル☆キラッツ                                | 「ミラクル☆キラッツ クリスマスメドレー」 | ゲーム『キラッとプリ☆チャン』関連曲                           |
| 8月18日  | -                                                                      | 桃山みらい（林鼓子）                             | 「キラッチュ絵描き歌」                   | テレビアニメ『キラッとプリ☆チャン』挿入歌                     |
| 9月11日  | キラッとプリ☆チャン♪ミュージックコレクション                           | ミラクル☆キラッツ                                | 「乙女アテンションプリーズ」             | テレビアニメ『キラッとプリ☆チャン』挿入歌                     |
| 9月11日  | キラッとプリ☆チャン♪ミュージックコレクション                           | ミラクル☆キラッツ                                | 「SUPER CUTIE SUPER GIRL」               | テレビアニメ『キラッとプリ☆チャン』挿入歌                     |
| 9月11日  | キラッとプリ☆チャン♪ミュージックコレクション                           | ミラクル☆スター                                  | 「キラッとスタート」                     | テレビアニメ『キラッとプリ☆チャン』挿入歌                     |
| 9月11日  | キラッとプリ☆チャン♪ミュージックコレクション                           | 桃山みらい（林鼓子）、萌黄えも（久保田未夢）     | 「レディー・アクション！」               | テレビアニメ『キラッとプリ☆チャン』挿入歌                     |
| 9月11日  | キラッとプリ☆チャン♪ミュージックコレクション                           | 桃山みらい（林鼓子）                             | 「ワン・ツー・スウィーツ」               | テレビアニメ『キラッとプリ☆チャン』挿入歌                     |
| 9月14日  | GAME Pri☆chan Music Collection vol.2                                   | ミラクル☆キラッツ、メルティックスター            | 「U.S.A」                                | ゲーム『キラッとプリ☆チャン』関連曲                           |
| 9月14日  | GAME Pri☆chan Music Collection vol.2                                   | ミラクル☆キラッツ、メルティックスター            | 「ハッピーピクニック」                   | ゲーム『キラッとプリ☆チャン』関連曲                           |
| 9月14日  | GAME Pri☆chan Music Collection vol.2                                   | 桃山みらい（林鼓子）、紫藤める（森嶋優花）       | 「LOVEマシーン」                         | ゲーム『キラッとプリ☆チャン』関連曲                           |
| 11月27日 | キラッとプリ☆チャン♪ソングコレクション〜ミラクル☆キラッツ チャンネル〜 | 桃山みらい（林鼓子）                             | 「TOKIMEKIハート・ジュエル♪」            | テレビアニメ『キラッとプリ☆チャン』挿入歌                     |
| 11月27日 | キラッとプリ☆チャン♪ソングコレクション〜ミラクル☆キラッツ チャンネル〜 | ミラクル☆キラッツ                                | 「ロケットハート」                       | テレビアニメ『キラッとプリ☆チャン』挿入歌                     |
| 2020年   |                                                                        |                                                  |                                          |                                                               |
| 6月24日  | キラッとプリ☆チャン♪ミュージックコレクション Season.2                  | 桃山みらい（林鼓子）、虹ノ咲だいあ（佐々木李子） | 「MEMORIES FOR FUTURE」                  | テレビアニメ『キラッとプリ☆チャン』挿入歌                     |
| 6月24日  | キラッとプリ☆チャン♪ミュージックコレクション Season.2                  | オール☆ジュエルアイドルズ                        | 「ダイヤモンドスマイル」                 | テレビアニメ『キラッとプリ☆チャン』挿入歌                     |
| 6月24日  | キラッとプリ☆チャン♪ミュージックコレクション Season.2                  | 桃山みらい（林鼓子）                             | 「じゃんけんキラッと！プリ☆チャン」      | テレビアニメ『キラッとプリ☆チャン』エンディングテーマ         |
| 6月24日  | キラッとプリ☆チャン♪ミュージックコレクション Season.2                  | ブランニュー☆ガールズ                            | 「Brand New Girls」                      | テレビアニメ『キラッとプリ☆チャン』エンディングテーマ         |
| 12月2日  | キラッとプリ☆チャン♪ソングコレクション〜from RAINBOW SKY〜             | プリティーオールフレンズ                         | 「プリマ☆ドンナ？メモリアル！」          | テレビアニメ『キラッとプリ☆チャン』挿入歌                     |
| 12月2日  | キラッとプリ☆チャン♪ソングコレクション〜from RAINBOW SKY〜             | ミラクル☆キラッツ                                | 「ミラクルコースター」                   | テレビアニメ『キラッとプリ☆チャン』挿入歌                     |
| 2021年   |                                                                        |                                                  |                                          |                                                               |
| 6月23日  | キラッとプリ☆チャン♪ソングコレクション 〜 from PRI☆CHAN LAND 〜        | ミラクル☆スター                                  | 「One Heart」                            | テレビアニメ『キラッとプリ☆チャン』エンディングテーマ         |
| 8月7日   | GAME Pri☆chan BEST                                                     | 桃山みらい（林鼓子）、萌黄えも（久保田未夢）     | 「キラキラプリ☆チャンワールド」          | ゲーム『キラッとプリ☆チャン』関連曲                           |
| 8月7日   | GAME Pri☆chan BEST                                                     | 桃山みらい（林鼓子）、萌黄えも（久保田未夢）     | 「Let'sプリ☆チャン」                     | ゲーム『キラッとプリ☆チャン』関連曲                           |
| 8月7日   | GAME Pri☆chan BEST                                                     | ミラクル☆キラッツ                                | 「ミラクル☆キラッツクリスマスメドレー」  | ゲーム『キラッとプリ☆チャン』関連曲                           |
| 8月7日   | GAME Pri☆chan BEST                                                     | ミラクル☆キラッツ                                | 「チャンとプリ☆チャンやってみた！」      | ゲーム『キラッとプリ☆チャン』関連曲                           |
| 8月7日   | GAME Pri☆chan BEST                                                     | ミラクル☆スター                                  | 「ハッピーピクニック」                   | ゲーム『キラッとプリ☆チャン』関連曲                           |
| 8月7日   | GAME Pri☆chan BEST                                                     | ミラクル☆キラッツ、キラッCHU（山下七海）         | 「プリ☆チャンランドきちゃいまッCHU！」   | ゲーム『キラッとプリ☆チャン』関連曲                           |
| 2024年   |                                                                        |                                                  |                                          |                                                               |
| 10月20日 | SHOW                                                                   | 283（林鼓子）                                    | 「SHOW」                                 | イベント『イロアワセ』キャラクターソング                      |
| 11月13日 | アイドルランドプリパラ ソング♪コレクション OPEN DREAM LAND！           | 香田澄あまり（飯田里穂）、ポォロロ（林鼓子）     | 「ポォロン♪あまやどりのうた」            | Webアニメ『アイドルランドプリパラ』エンディングテーマ・挿入歌 |

### その他参加作品
| 発売日         | 商品名      | 歌           | 楽曲              | 備考                                                             |
| -------------- | ----------- | ------------ | ----------------- | ---------------------------------------------------------------- |
| 2017年12月26日 | -           | 林鼓子       | 「Snow halation」 | カラオケ『LIVE DAM STADIUM・LIVE DAM Ai あにそんボーカル』配信曲 |
| 2021年9月4日   | #青春モード | 音泉女子高生 | 「#青春モード」   | Web番組『音泉女子高生』テーマソング                              |

### 映像作品

#### 参加映像作品
- プリパラ＆キラッとプリ☆チャンAUTUMN LIVE TOUR み〜んなでアイドルやってみた！（2019年）[181]
- み〜んなでキラッとプリティーライブ2018（2019年）[182]
- プリパラ＆キラッとプリ☆チャンAUTUMN LIVE TOUR 2019 〜キラッと! アイドルはじめる時間だよ!〜（2020年）[183]
- プリパラ&キラッとプリ☆チャン Winter Live 2019（2020年）[184]
- Hello! プリ☆チャンワールド（2021年）[185]
- プリパラ&キラッとプリ☆チャン Winter Live 2020（2021年）[186]
- 舞台プロジェクト東京ドールズ 二期三期Blu-ray BOX（2021年）[187]
- Welcome to プリ☆チャンランド!（2022年）[188]
- 特典「Pretty series 10th Anniversary Pretty Festival」DVD（2022年）[注 5]
- Uzume第7回公演『誰かも知らない。』公演Blu-ray（2022年）[190]
- メイホリックシアター11 舞台『メイドランカー！詰り蹴落とし跪け乙女』公演DVD（2023年）[191][192]

## ライブ・イベント

### イベント
| 出演日               | タイトル | 会場                                                    |
| -------------------- | --- | ------------------------------------------------------- |
| 2018年5月13日        | 『劇場版 プリパラ＆キラッとプリ☆チャン ～きらきらメモリアルライブ～』公開記念『キラッとプリ☆チャン』上映会&トークイベント                                                | 東京アニメセンター in DNPプラザ（東京都）               |
| 2018年9月17日        | プリズムストーンカフェクローズ企画 “ミラクル☆キラッツ”presents クロージングイベントやってみた!                                                                           | AMO CAFE 原宿店（東京都）                               |
| 2018年11月17日、18日 | 「キラッとプリ☆チャン」がネットルール安全教室やってみた! | 東京ソラマチ5階スペース634（東京都）                    |
| 2019年3月2日         | インターネットラジオステーション＜音泉＞祭り 2019冬 | 舞浜アンフィシアター（千葉県）                          |
| 2019年5月15日        | ダイヤモンドスマイル リリース記念イベント「はやまるとあそぼう」 | AKIHABARAゲーマーズ本店（東京都）                       |
| 2019年8月11日        | プリチャンカフェ開催記念！“ミラクル☆キラッツ”キャスト来店イベント | AMO CAFE 原宿店（東京都）                               |
| 2020年2月2日         | インターネットラジオステーション＜音泉＞祭り2020冬 | なかのZERO 大ホール（東京都）                           |
| 2020年2月8日         | JOYSOUND presents 小山剛志カラオケ企画第11弾 『カラオケMAX』 夜の部 | カルッツかわさき（神奈川県）                            |
| 2020年5月16日        | （中止）林鼓子バースデーイベント ☆Coco's Music Journey☆ | SHIBUYA PLEASURE PLEASURE（東京都）                     |
| 2020年8月1日         | 「キラッとプリ☆チャン♪ミュージックコレクション Season.2」＆「プリパラ＆キラッとプリ☆チャンAUTUMN LIVE TOUR 2019 ～キラッと！アイドルはじめる時間だよ！」発売記念イベント | 無観客生配信                                            |
| 2020年9月27日        | ちゃおフェスLIVEオンライン キラッとプリ☆チャン ステージ | 無観客生配信                                            |
| 2021年5月16日        | 林鼓子 19th Birthday Event～NO “OSHI” NO LIFE～ | 無観客生配信                                            |
| 2021年5月22日、23日  | Pretty series 10th Anniversary Pretty Festival | 幕張イベントホール（千葉県）                            |
| 2021年6月12日        | ＜音泉＞祭り2021春 ～UPDATE～ | 舞浜アンフィシアター（千葉県）                          |
| 2021年11月26日       | プロジェクト東京ドールズ 特別イベント | harevutai（東京都）                                     |
| 2022年12月10日       | 音泉女子高生 ～卒業式～ / さやとみはるのさんかくカンケイ はじめてのホームパーティー in聖蹟桜ヶ丘駅 家賃15万円                                                            | せいせきアウラホール（東京都）                          |
| 2023年5月1日         | 桃山みらい役 林鼓子さん、萌黄えも役 久保田未夢さん、青葉りんか役 厚木那奈美さん 舞台挨拶＆ミニトーク付き バーチャルライブ応援上映会！                                    | Hall Mixa（東京都）                                     |
| 2023年5月15日        | 林鼓子バースデー2023〜林鼓子のココいちばん！第0回〜 | パセラリゾーツ銀座店 グレースバリ～グランデ～（東京都） |
| 2023年5月24日        | アニメ「BanG Dream! It's MyGO!!!!!」制作発表会 | 飛行船シアター（東京都）                                |
| 2023年6月28日        | アニメ「BanG Dream! It’s MyGO!!!!!」最速先行上映会 | グランドシネマサンシャイン池袋（東京都）                |
| 2023年9月10日        | 「高尾奏音の「かのんソナタ～第二楽章～」」誕生日イベント 夜の部 | 雷5656会館ときわホール（東京都）                        |
| 2023年9月13日        | アニメ「BanG Dream! It’s MyGO!!!!!」最終回直前上映会 | グランドシネマサンシャイン池袋（東京都）                |
| 2023年10月14日       | STAR TV「西葉瑞希の、ほどよく笑ってみませんか？」vol.8 | WALLOP放送局（東京都）                                  |
| 2023年11月11日       | ラジオアニメージュのイベント9 ～ボタクの語り人～ 第2部 | 文化放送メディアプラスホール（東京都）                  |
| 2023年11月12日       | 『声優グランプリ presents Trick or Treat!～ハロウィーンパーティー2023～』Twilight Party                                                                                  | 日野市七生公会堂（東京都）                              |
| 2023年11月23日       | 昭和アイドルアーカイブス スペシャル 2023 Winter | 東京カルチャーカルチャー（東京都）                      |
| 2024年9月7日         | 音泉祭り2024～アニラジといえば、音泉だね～ | TACHIKAWA STAGE GARDEN（東京都）                        |

## 書籍
- 20歳記念メモリアルフォトエッセイ『林鼓子 ここから。』（2022年）[242][243]
- 『林鼓子 旅PHOTOBOOK 〜ココいちばん！〜』（2024年）[244]